# Districte de Magoé
El districte de Magoé és un districte de Moçambic, situat a la província de Tete. Té una superfície de 8.697 kilòmetres quadrats. En 2007 comptava amb una població de 69.730 habitants. Limita al nord amb els districtes de Marávia i Zumbo, a l'oest i sud amb Zimbabwe i a l'est amb el districte de Cahora-Bassa.

## Divisió administrativa
El districte està dividit en tres postos administrativos (Chinthopo, Mpheende i Mukumbura), compostos per les següents localitats:
- Posto Administrativo de Chinthopo:
  - Chinthopo
  - Chitete
  - Mussenguezi
- Posto Administrativo de Mpheende:
  - Dafue
  - Mpheende
- Posto Administrativo de Mukumbura:
  - Mukumbura